# Laminatgolv

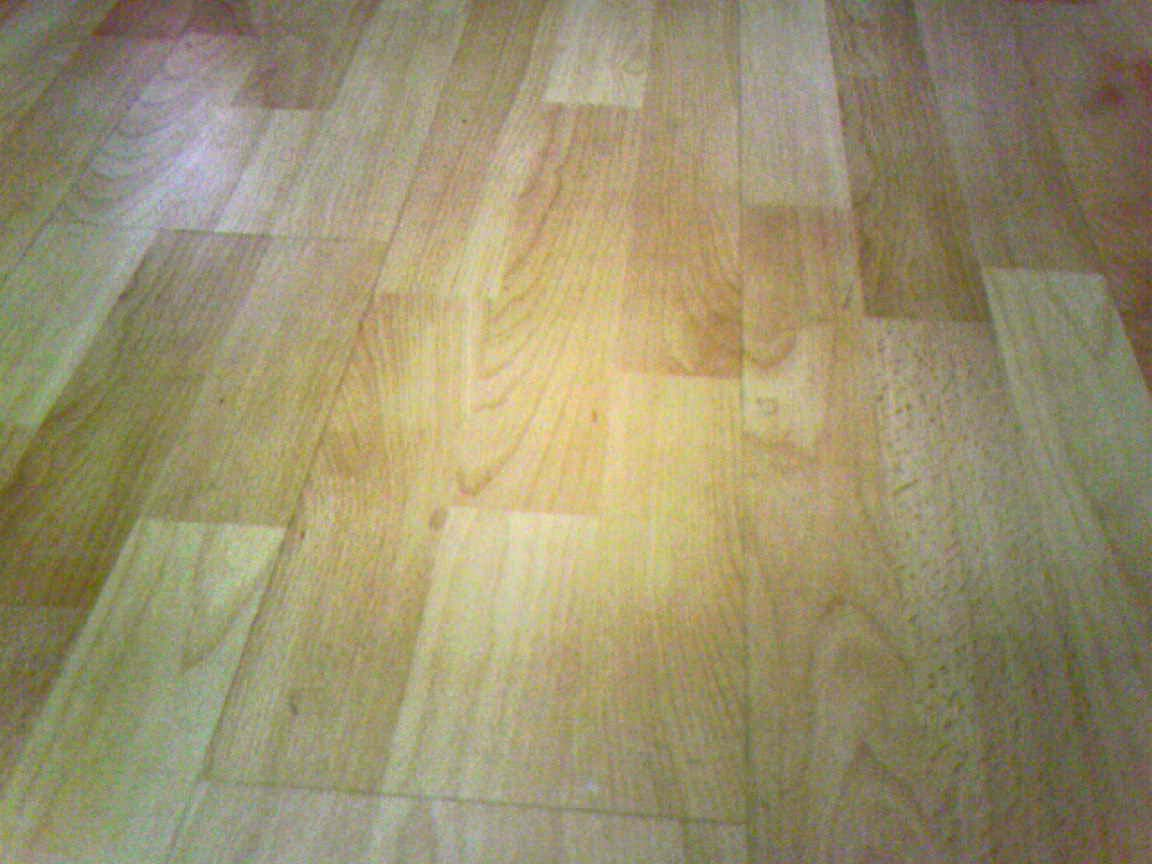
Laminatgolv

Laminatgolv är ett golv, vanligen med ett mönster som imiterar trä, sten eller klinker men andra mönster förekommer också.
Tillverkningsmetoden är en laminering (sammanfogning) av flera skikt som limmas och pressas ihop under högt tryck. Det är tre skikt, där ytskiktet består av ett specialbehandlat papper med en skyddande plastfilmsyta. 
Man skiljer på bland annat direktlaminat och högtryckslaminat. Direktlaminat består oftast av ett slitskikt högst upp, därefter mönsterskikt, kärna och balansskikt.
1. Slitskiktet skyddar mönsterskiktet och består ofta av melaminhartser och korund. Mängden korund i slitskiktet avgör slitstyrkan.
2. Mönsterskiktet är ett fotografiskt papper som behandlats med melaminhartser.
3. Kärnan, som är bäraren av golvet, är oftast tillverkad av högdensitetsfiberboard (HDF). I vissa golv av högre kvalitet kan kärnan vara fuktresistent.
4. Balansskiktet är impregnerat och ger golvet stabilitet, ser till att golvet behåller sin form och att det inte bågnar. Dessutom ger det ett visst fuktskydd.

Högtryckslaminat består av högtryckslaminatet högst upp, därefter en kärna och ett balansskikt. Högtryckslaminatet är en produkt i sig som limmas/pressas fast ovanpå kärnan och har mycket hög slitstyrka.
Det finns varierande kvaliteter av laminatgolv. Golv av lägre kvaliteter tål vanligen inte vatten och har inte så stor slitstyrka. Golv av högre kvalitet kan ha mycket hög slitstyrka och kan vara fuktresistenta genom en hård kärna, samt bestrykning av vax. De är därmed lämpligare än andra att lägga i utrymmen med högre slitage och där det finns större risk för spill, såsom till exempel kök och hall.
Det finns även en klassificering, där golven testas för olika bruk: privat och offentligt bruk. Klasserna är 2x för privat, och 3x för offentligt. Första siffran anger vilken klass, och den andra  siffran anger vilken slitstyrka golvet har. T.ex. klass 23: privat bruk, hårt slitage. Klass 32 är lämpligt för kök, hall, med högre fukttålighet samt tuffare slitage.